# Batrachoides manglae
Batrachoides manglae är en fiskart som beskrevs av Cervigón, 1964. Batrachoides manglae ingår i släktet Batrachoides och familjen paddfiskar. IUCN kategoriserar arten globalt som sårbar. Inga underarter finns listade.